# 交互階乗
交互階乗（こうごかいじょう、英: alternating factorial）は、自然数で、階乗数を以下の式にしたがって足し合わせた数である。
{\displaystyle \mathrm {af} (n)=\sum _{i=1}^{n}(-1)^{n-i}i!}
af(n) は n 番目の交互階乗を表す。例えば3番目の交互階乗は 1! − 2! + 3! = 5 であり、4番目の交互階乗は − 1! + 2! − 3! + 4! = 19 と計算される。交互階乗は次の漸化式の形で表すこともできる。
{\displaystyle \mathrm {af} (n)=n!-\mathrm {af} (n-1)}
ただし af(1) = 1 である。交互階乗を1から小さい順に列記すると
1, 1, 5, 19, 101, 619, 4421, 35899, 326981, 3301819, 36614981, 442386619, 5784634181, 81393657019, … (A005165)
交互階乗は全て奇数である。また n 番目の階乗数と n 番目の交互階乗は互いに素である。
Miodrag Zivkovićは1999年に素数となる交互階乗の個数が有限であることを af(3612702) が3612703で割り切れることから証明した。つまり n ≧ 3612702 において af(n) は全て3612703で割り切れる合成数である。現在 af(n) は以下の n の値をとるとき素数もしくは確率的素数となることが知られている。
3, 4, 5, 6, 7, 8, 10, 15, 19, 41, 59, 61, 105, 160, 661, 2653, 3069, 3943, 4053, 4998, 8275, 9158, 11164（A001272）
af(661) が知られている中では最も大きい素数である。